# Cesare Viviani
Cesare Viviani (Siena, 22 aprile 1947) è un poeta e scrittore italiano.

## Biografia
Cesare Viviani è nato nel 1947 a Siena, dove studia al Liceo Classico “Piccolomini”, e poi si laurea in Giurisprudenza nel 1971 con una tesi sul ‘plagio’ (la soggezione psichica totale) in Medicina Legale. Dell'ambiente letterario, durante gli anni senesi, conosce Carlo Betocchi, Mario Luzi e Franco Fortini che insegnava all'Università di Siena. Nel 1972 si trasferisce a Milano dove svolge il lavoro di giornalista e poi di psicologo nelle istituzioni sanitarie pubbliche. Nel 1973 si afferma come poeta con il libro di esordio L'ostrabismo cara, edito da Feltrinelli. Nel 1984 si laurea in Psicopedagogia. Collabora per anni con recensioni e interventi di argomento psicologico e sociale ai quotidiani “Il Giorno”, “Corriere della Sera” e “Avvenire”.
Nel 1978 e 1979 organizza a Milano, con Tomaso Kemeny, due convegni sulla poesia italiana degli anni Settanta. Dal 1981 rivolge i suoi interessi di ricerca e di lavoro alla psicanalisi. Tuttora lavora come psicanalista. Dopo il 1973 ha pubblicato diversi libri di poesia. Ha scritto due saggi psicanalitici: Il sogno dell'interpretazione, (Costa & Nolan, 1989, 1991, 2006) e L'autonomia della psicanalisi, (Costa & Nolan, 2008).
Per la poesia ha ricevuto diversi premi, tra i quali: Premio Viareggio 1990, Premio nazionale letterario Pisa 1997, Premio Brancati 1997, Premio Ceppo Pistoia 1999, Premio Pascoli (S. Mauro Pascoli) 2005, Premio Dessì 2005, Premio Giosuè Carducci (Comune di Pietrasanta) 2005, Premio P.E.N. Club 2009, Premio Cetonaverde 2009.

## Opere

### Poesia
- Confidenza a parole, Nuovi Quaderni di Poesia, Parma 1971.
- L'ostrabismo cara, Feltrinelli, Milano 1973
- Piumana, Guanda, Milano 1977
- L'amore delle parti, Mondadori, Milano 1981
- Summulae (1966-1972), Scheiwiller, Milano 1983
- Merisi, Mondadori, Milano 1986
- Preghiera del nome, Mondadori, Milano 1990
- L'opera lasciata sola, Mondadori, Milano 1993
- Cori non io (1975-1977), Crocetti, Milano 1994
- Una comunità degli animi, Mondadori, Milano 1997
- Silenzio dell'universo, Einaudi, Torino 2000
- Passanti, Mondadori, Milano 2002
- La forma della vita, Einaudi, Torino 2005
- Credere all'invisibile, Einaudi, Torino 2009
- Infinita fine, Einaudi, Torino 2012
- Osare dire, Einaudi, Torino, 2016
- Ora tocca all'imperfetto, Einaudi, Torino, 2020

### Antologie
- Poesie (1987-2002), Oscar Mondadori, Milano 2003 (antologia).

### Narrativa
- Folle avena, Studio Tesi, Pordenone 1986.

### Saggistica letteraria
- La scena. Prove di poetica, Edizioni di Barbablù, Siena 1983;
- Pensieri per una poetica della veste, Crocetti, Milano 1988;
- Il mondo non è uno spettacolo, Il Saggiatore, Milano 1998;
- La voce inimitabile, Il melangolo, Genova 2004.

### Saggistica psicanalitica
- Il sogno dell'interpretazione, Costa & Nolan, Genova 1989;
- L'autonomia della psicanalisi, Costa & Nolan, Milano 2008.

### Curatele
- Il movimento della poesia italiana negli anni Settanta, a cura di Tomaso Kemeny e Cesare Viviani, Dedalo, Bari 1979;
- I percorsi della nuova poesia italiana, a cura di Tomaso Kemeny e Cesare Viviani, Guida, Napoli 1980.

### Traduzioni
- Paul Verlaine, Feste galanti, Guanda, Milano 1979 (poi Mondadori, Milano 1988; SE, Milano 2003);
- Lodi del corpo femminile, Poeti francesi del Cinquecento tradotti da poeti italiani, introduzione di Giovanni Raboni, Mondadori, Milano 1987;
- Poeti arabi di Sicilia nella versione di poeti italiani contemporanei, a cura di Francesca Maria Corrao, introduzione di Luciano Anceschi, Mondadori, Milano 1988;
- Paul Verlaine, Feste galanti, La Buona Canzone, Oscar Mondadori, Milano 1988;
- Paul Verlaine, Il profilo lieve delle voci antiche, Centro Mondiale della Poesia e della Cultura “Giacomo Leopardi”, Recanati 1998;
- Paul Verlaine, Romanze senza parole, Feltrinelli, Milano 2007